# Riad Sattouf
Riad Sattouf (Parigi, 5 maggio 1978) è un fumettista e regista francese.
Noto soprattutto per le serie L'arabo del futuro e Pascal Brutal e per il film Il primo bacio (Les beaux gosses), pubblica per 9 anni La Vie secrète des jeunes nel periodico Charlie Hebdo fino all'ottobre 2014. Passa in seguito a L'Obs, su cui pubblica ogni settimana Les Cahiers d'Esther, tratti dalle vere vicende di una ragazzina.

## Biografia
Riad Sattouf nasce a Parigi da un padre siriano e da una madre francese. Trascorre l'infanzia in Libia e Siria, dove riceve un'educazione musulmana in una scuola di paese. A 12 anni torna in Francia con i genitori, prima a Capo Fréhel dalla nonna materna, poi a Rennes dopo il divorzio dei genitori. Prosegue gli studi fino al diploma a Rennes, poi frequenta una scuola di arti applicate a Nantes prima di superare l'esame d'ingresso all'accademia di belle arti di Rennes. Entra alla scuola Pivaut e in seguito alla scuola dei Gobelins, nella sezione Animazione. Viene notato da Olivier Vatine che lo presenta al'editore Guy Delcourt per il quale pubblica la sua prima serie, Petit Verglas, su sceneggiatura di Éric Corbeyran.
Dal 2002 divide uno studio a Parigi con i disegnatori Christophe Blain, Mathieu Sapin et Joann Sfar.
In uno stile personale racconta con humour le sue peripezie di adolescente in una collana diretta da Joann Sfar: Manuel du puceau e Ma circoncision.
Successivamente crea il suo alter ego Jérémie per la collana Poisson Pilote di Dargaud. I tre volumi pubblicati raccontano le vicende di Jérémie, giovane dalla vita sentimentale instabile che ricorda da vicino il suo autore. Sattouf racconta nuovamente di se stesso in No sex in New York del 2004.
Nel 2005 pubblica Retour au collège, un successo di vendite, e inventa un nuovo eroe: il macho Pascal Brutal. Seguiranno altri volumi di avventure dello stesso personaggio e nel 2010 riceve il Fauve d'or al Festival d'Angoulême per l'album Plus fort que les plus forts della stessa serie.
Dal 2004 al 2014 pubblica settimanalmente su Charlie Hebdo La Vie secrète des jeunes, striscia sui giovani delle banlieues.
Sattouf si dedica anche al doppiaggio prestando la sua voce al piccolo vampiro nel cartone animato tratto dal fumetto omonimo del suo amico Joann Sfar.
Il primo film realizzato da Sattouf, Il primo bacio (Les beaux gosses), esce il 10 giugno del 2009 e parla di uno dei temi prediletti dell'autore: gli amori adolescenziali. Ai premi César 2010 guadagna tre candidature e il premio alla migliore opera prima.
Nel 2014 esce il suo secondo lungometraggio Jacky au royaume des filles commedia grottesca su una società matriarcale.
Nello stesso anno esce il primo volume della serie L'arabo del futuro, fumetto autobiografico elaborato in una decina di anni sulla sua infanzia trascorsa in Libia prima e in Siria poi, due paesi segnati dal cosiddetto socialismo arabo. È un successo fin dal primo anno con 200 000 copie vendute e il Fauve d'or al festival di Angoulême del 2015. È uno dei cinque libri francesi più tradotti nel 2014.
Il secondo volume, uscito nel giugno 2015, rientra nella selezione ufficiale del Festival di Angoulême del 2016. Riad Sattouf è indicato tra i 30 autori candidati per il primo premio ma rifiuta la segnalazione per protestare contro l'assenza di donne tra i nominati.
Nel 2016 realizza un fumetto e un manifesto per il decennale del museo di Quai Branly a Parigi. In ottobre esce il terzo volume di L'arabo del futuro ed è un successo immediato, con relativa inclusione nella selezione ufficiale del festival di Angoulême del 2017. La serie ha venduto più di un milione di copie in Francia ed è un successo internazionale. Ha ricevuto elogi da autori come Zadie Smith, Alain de Botton  e Posy Simmonds.
Durante l'elezione presidenziale del 2017 che vede opposti Marine Le Pen e Emmanuel Macron, Sattouf fa un appello per ostacolare la candidata del Front National.

## Opere

### Serie
- Petit Verglas
- Les Pauvres Aventures de Jérémie
- Pipit Farlouse
- Laura et Patrick
- Pascal Brutal
- La Vie secrète des jeunes
- L'Arabe du futur
- Les Cahiers d'Esther

### Volumi singoli
- Manuel du puceau, Bréal Jeunesse, 2003
- Ma circoncision, Bréal Jeunesse, 2004
- No sex in New York, Dargaud, 2004
- Retour au collège, Hachette, 2005

Partecipazione a Comicscope di David Rault, L'Apocalypse, 2013.

## Filmografia
- 2003: Petit Vampire (serie TV di animazione): sceneggiatura e doppiaggio
- 2009: Il primo bacio (Les Beaux Gosses): sceneggiatura, regia
- 2010: Gainsbourg, vie héroïque, de Joann Sfar: attore
- 2010: Mes Colocs (webserie): sceneggiatura e regia
- 2010: Jeunes et Limités: Une vraie vie de chien (clip): regia
- 2011: La guerra è dichiarata (La guerre est déclarée) di Valérie Donzelli: attore
- 2012: Camille redouble di Noémie Lvovsky: attore
- 2014: Jacky au royaume des filles: sceneggiatura, regia